# ミシェル・ヴォゼール

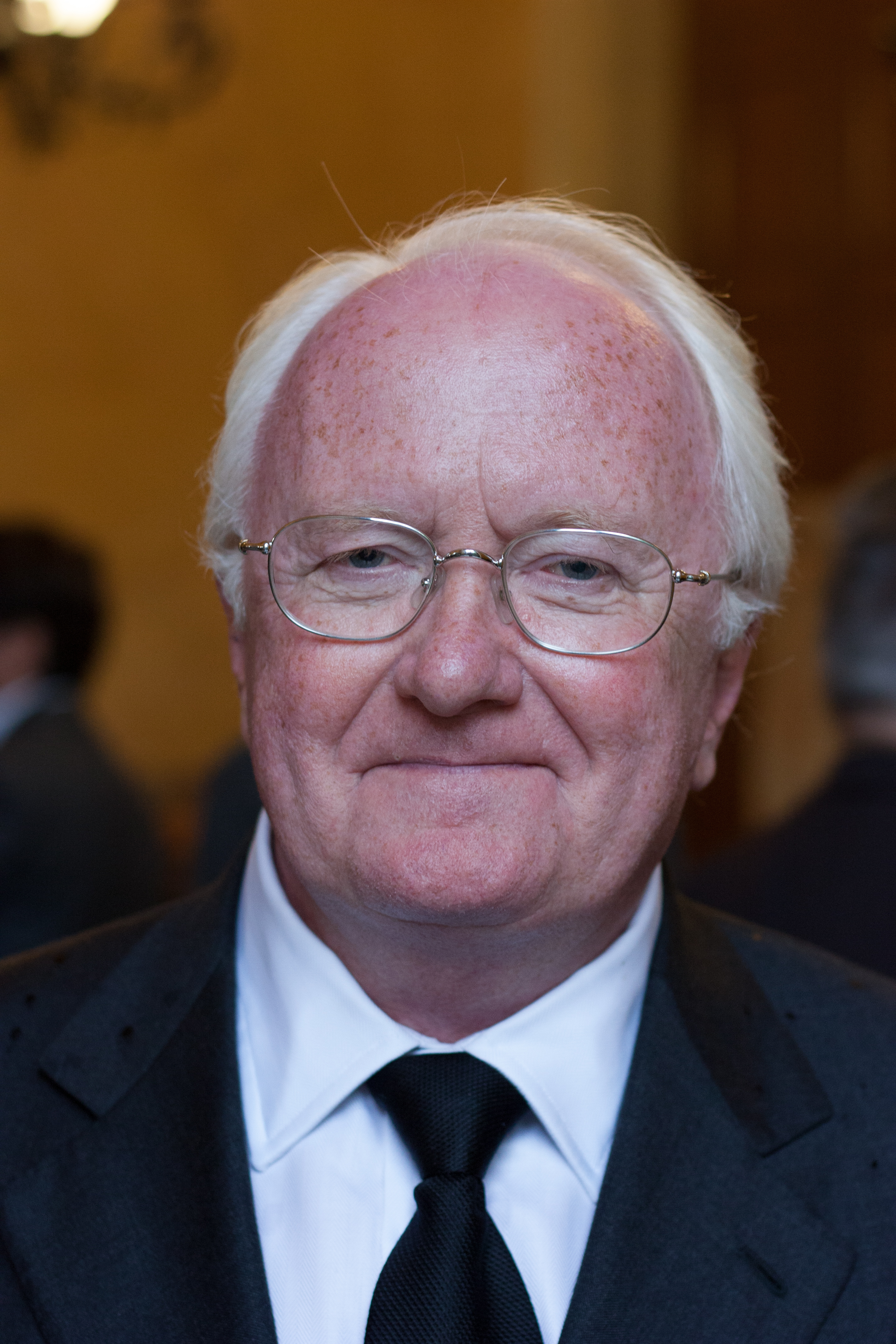
ミシェル・ヴォゼール

ミシェル・ヴォゼール（Michel Vauzelle、1944年8月15日 - ）は、フランスの政治家。ドローム県モンテリマール出身。社会党所属。
2004年からプロヴァンス＝アルプ＝コート・ダジュール地域圏知事を務める。
1992年から1993年まで司法大臣を務めたが、そのほかにアルル市長や国民議会議員でもあった。2012年国民議会総選挙に再選した。